# 모하메드 알리 카마라
모하메드 알리 카마라(프랑스어: Mohamed Ali Camara, 1997년 8월 28일 ~ )는 현재 이스라엘 리갓 하알의 마카비 텔아비브와 기니 축구 국가대표팀에서 센터백으로 활약하고 있는 기니의 축구 선수이다. 카마라는 그의 축구 우상인 제라르드 피케의 이름을 따서 피케라는 별명이 붙여졌다.

## 구단 경력
카마라는 2016년 기니의 호로야 AC에서 프로 생활을 시작했다. 호로야에서 하피아로 임대된 후, 카마라는 2017년 7월 14일, 하포엘 라아나나와 5년 계약을 체결했다. 그는 2017년 8월 19일, 하포엘 이로니 키르야트시모나와 0-0으로 비긴 리갓 하알 경기에서 라아나나의 프로 데뷔 전을 치렀다.
성공적인 시즌 후, 카마라는 2018년 7월 6일, BSC 영 보이스에 합류하여 2022년까지 계약에 동의했다. 그는 클럽 주장이 되었고, 2023년 11월, 하프타임에 현저하게 상대팀인 엘링 홀란에게 접근하여 셔츠를 요청했다.
2025년 7월, 카마라는 이스라엘의 명문 구단 마카비 텔아비브에 합류하며 이스라엘 무대로 복귀했다.

## 국가대표팀 경력
카마라는 2017년 FIFA U-20 월드컵과 2017년 아프리카 U-20 네이션스컵에 기니 U-20 국가대표팀으로 참가했다.
카마라는 2018년 3월 24일, 2-0으로 패한 모리타니와의 친선 경기에서 기니 축구 국가대표팀 데뷔 전을 치렀다.
2022년 1월, 그는 카메룬에서 열리는 2021년 아프리카 네이션스컵에 참가하기 위해 카바 디아와라 감독에 의해 선발되었다. 2023년 12월 23일, 그는 2023년 아프리카 네이션스컵에 선발된 25명의 선수 명단에 다시 포함되었다.